# SN 2009bk
SN 2009bk – supernowa typu II odkryta 17 marca 2009 roku w galaktyce A141543+1611. W momencie odkrycia miała maksymalną jasność 18,60m.